# Kaukalosaari (ö i Tammerfors)
Kaukalosaari är en ö i Finland. Den ligger i sjön Roine och i kommunen Kangasala i den ekonomiska regionen Tammerfors och landskapet Birkaland, i den södra delen av landet, 140 km norr om huvudstaden Helsingfors. Öns area är 12 hektar och dess största längd är 0,6 kilometer i öst-västlig riktning.